# Bordatius australis
Bordatius australis är en skalbaggsart som beskrevs av Riccardo Pittino och Mario Mariani 1986. Bordatius australis ingår i släktet Bordatius och familjen Aphodiidae. Inga underarter finns listade.